# Charles Alexandre de Calonne
Charles Alexandre de Calonne (ur. 20 stycznia 1734 w Douai, zm. 30 października 1802 w Paryżu) – minister finansów za czasów Ludwika XVI. Objął urząd po Henri Lefèvre d’Ormesson’ie, w momencie, gdy było już wiadomo, że plan ratowania finansów Jacques Neckera nie zostanie zaakceptowany.
W 1787 roku wystąpił z programem gospodarczo-finansowym, w którym była mowa o opodatkowaniu szlachty i duchowieństwa, konieczności zmniejszenia wydatków dworu, swobody handlu zbożem, zniesieniu szarwarków królewskich, itd.. Program ten przedstawiony na spotkaniu notablów natrafił na opozycję i Calonne – atakowany przez szlachtę i kler – podał się do dymisji. W czasie rewolucji francuskiej udał się – jak większość arystokracji – na emigrację, najpierw do Hanoweru, a następnie do Anglii.
W roku 1802 mieszkający wówczas w Londynie schorowany Calonne otrzymał od Napoleona zezwolenie na powrót do Francji. Zmarł w miesiąc po powrocie w Paryżu.